# Scarlett Marton
Scarlett Zerbetto Marton (São Paulo, 15 de janeiro de 1951) é uma filósofa brasileira e Professora Titular de história da filosofia contemporânea da Universidade de São Paulo (USP). Formada em Filosofia pela USP, prosseguiu os estudos na Universidade Paris 1 Panthéon-Sorbonne; defendeu o doutorado e a livre-docência em Filosofia na USP, onde leciona desde 1985. É considerada uma das maiores especialistas na filosofia de Friedrich Nietzsche.
Fundou o GEN – Grupo de Estudos Nietzsche; criou os Cadernos Nietzsche; é editora-responsável da coleção de livros “Sendas & Veredas”; concebeu e implementou junto à Associação Nacional de Pós-Graduação em Filosofia (ANPOF) o GT Nietzsche.
Faz parte do conselho científico do grupo de pesquisa internacional HyperNietzsche, dos Nietzsche-Studien, dos Monographien und Texte zur Nietzsche-Forschung, além de várias revistas brasileiras e estrangeiras.
É autora de doze livros, sendo dez sobre a filosofia de Nietzsche. Organizou ainda seis obras sobre a recepção do pensamento nietzschiano em diversos países. Publicou ensaios em livros e revistas especializadas no Brasil, na Alemanha, na França, na Itália, na Áustria, na Espanha, em Portugal, nos Estados Unidos, na Colômbia, na Venezuela, na Bolívia, na Argentina e no Chile.

## Livros
1. A morte como instante de vida, Curitiba, Pucpress, 2018.
2. Nietzsche y « la nueva concepción del mundo », Córdoba, Editorial Brujas, 2017.
3. Nietzsche em chave hispânica, organisation, introduction et notes, São Paulo, Loyola, 2015.
4. Nietzsche e a arte de decifrar enigmas. Treze conferências europeias, São Paulo, Loyola, 2014.
5. Sujeito, décadence e arte. Nietzsche e a modernidade, organisation et introduction en collaboration avec M. Branco et J. Constâncio, Lisboa, Tinta da China, 2014.
6. Nietzsche, filósofo da suspeita, Rio de Janeiro, Casa da Palavra, 2010.
7. Nietzsche, seus leitores e suas leituras, São Paulo, Barcarolla, 2010.
8. Nietzsche, um “francês” entre franceses, organisation, introduction et notes, São Paulo, Barcarolla, 2009.
9. Nietzsche pensador mediterrâneo. A recepção italiana, organisation, introduction et notes, São Paulo, Discurso Editorial, 2007.
10. Nietzsche abaixo do Equador. A recepção na América do Sul, organisation, introduction et notes, São Paulo, Discurso Editorial, 2006.
11. Nietzsche na Alemanha, organisation, introduction et notes, São Paulo, Discurso Editorial, 2005.
12. A irrecusável busca de sentido. Autobiografia intelectual, São Paulo, Ateliê, 2004.
13. Extravagâncias. Ensaios sobre a filosofia de Nietzsche, 3ème édition, São Paulo, Discurso Editorial, 2009 – 1ère édition, 2000.
14. Nietzsche - A Transvaloração dos Valores, 4ème édition, São Paulo, Moderna, 1996 – 1ère édition, 1993.
15. Nietzsche - Das forças cósmicas aos valores humanos, 3ème édition, Belo Horizonte, Editora UFMG, 2010 – 1ère édition, São Paulo, Brasiliense, 1990.
16. O pensamento vivo de Nietzsche, organisation, introduction et notes, São Paulo, Martin Claret Editores, 1986.
17. Nietzsche hoje? - Colóquio de Cerisy, organisation, introduction et notes, São Paulo, Brasiliense, 1985.
18. Nietzsche - uma filosofia a marteladas, 5ème édition, São Paulo, Brasiliense, 1991 – 1ère édition, 1982.

## Capítulos ou partes de livros
Na Europa e no continente americano:
- « De Foucault à Nietzsche : pluralité d’interprétations et importance des critères », dans Paolo Stellino et Olivier Tinland (dir.), Nietzsche et le relativisme, Bruxelles, Ousia, 2019, p. 203-225.
- « Nietzsche et la condition des femmes: une analyse des configurations du féminin dans Humain, trop humain », in C. Denat, P. Wotling (éds.), Humain, trop humain et les débuts de la réforme de la philosophie, Reims, Épure, 2017, p. 435-464.
- « L'éternel retour du même, le temps et l'histoire », in B. Binoche, A. Sorosina (éds.), Les historicités de Nietzsche, Paris, Publcations de la Sorbonne, 2016, p. 105-125.
- « La naissance de la tragédie : du dépassement des contraires à la philosophie des antagonismes », in C. Denat, P. Wotling (éds.), Nietzsche. Les premiers textes sur les Grecs, Reims, Épure, 2016, p. 171-186.
-  « Le perspectivisme: d'une question gnoséologique à une thèse cosmologique », in P. D'Iorio, M. C. Fornari, L. Lupo, C. Piazzesi (éds.), Prospettive. Ommagio a Giuliano Campioni, Pisa, Edizioni ETS, 2015, p. 273-278.
- « ‘Il y a tant d’aurores...’ Nietzsche et le projet de renversement des valeurs », in C. Denat, P. Wotling (éds.), Aurore, tournant dans l'oeuvre de Nietzsche, Reims, Épure, 2015, p. 251-265.
-  « Genealogia della morale : dalla premura didattica ai fini strategici », in B. Giacomini, P. Gori, F. Grigenti (éds.), La Genealogia della morale. Letture e interpretazioni, Pisa, Edizioni ETS, 2015, p. 29-53.
- « Nietzsche contre Wagner, Nietzsche contre Nietzsche. Une analyse de deux antipodes », in C. Denat, P. Wotling (éds.), Nietzsche. Les textes sur Wagner, Reims, Épure, 2015, p. 35-50.
- « ‘La nuova concezione del mondo’ : volontà di potenza, pluralità di forze, eterno ritorno dell'identico », in S. Busellato (éd.), Nietzsche dal Brasile, Pisa, Edizioni ETS, 2014, p. 21-39.
- « À la recherche d’un critère d’évaluation des évaluations. Les notions de vie et de valeur chez Nietzsche », in C. Denat, P. Wotling (éds.), Les hétérodoxies de Nietzsche. Lectures du Crépuscule des idoles, Reims, Épure, 2014, p. 321-342.
- « Modernidade e décadence. Wagner e a cultura filisteia », in S. Marton, M. Branco, J. Constâncio (éds.), Sujeito, décadence e arte. Nietzsche e a modernidade, Lisboa, Tinta da China, 2014, p. 199-225.
- « Nietzsche et sa recherche d’interlocuteurs. Une analyse du prologue d’Ainsi parlait Zarathoustra », in C. Denat, P. Wotling (éds.), Nietzsche. Un art nouveau du discours, Reims, Épure, 2013, p. 81-101.
- « Ainsi parlait Zarathoustra : l'oeuvre à la fois consacrée et reniée », in G. Campioni, L. Ciamarra, M. Segala (éds.), in Goethe, Schopenhauer, Nietzsche - Saggi in memoria di Sandro Barbera, Pisa, Edizioni ETS, 2012, p. 481-498.
- « La philologie : l’astuce du philosophe généalogiste », in J.-F. Balaudé, P. Wotling (éds.), L'art de bien lire. Nietzsche et la philologie, Paris, Vrin, 2012, p. 153-163.
- « Una cuestión de vida o muerte. La filosofía de Nietzsche y el problema de la eutanasia », in M. Raffin, B. Podestá (éds.), Problemas y debates de la tradición y la actualidad de la filosofía política, San Juan, Universidad Nacional, 2012, p. 19-34.
- « Afternoon Thoughts. Nietzsche and Dogmatism », in J. Constâncio, M. Branco (éds.), Nietzsche on Instinct and Language, Berlin, de Gruyter, 2011, p. 167-184.
- « Nietzsche et la Révolution Française. Remarques sur la divise révolutionnaire », in C. Denat, C. Piazzesi (éds.), Nietzsche pensatore della politica? Nietzsche pensatore del sociale?, Pisa, Edizioni ETS, 2011, p. 119-132.
- « De la réalité au rêve. Nietzsche et les images de la femme », in C. Piazzesi, G. Campioni, P. Wotling (éds.), Lettura della Gaia scienza, Pisa, Edizioni ETS, 2010, p. 277-294.
- « Una cuestión de vida o muerte: la filosofía de Nietzsche y el problema de la eutanasia », in  M. Vega (éd.), Realidades en clave filosófica, Caracas, Universidad Simón Bolivar, 2004, p. 141-153.
- « Deleuze et son ombre », in E. Alliez (éd.), Gilles Deleuze une vie philosophique, Le Plessis-Robinson, Institut Synthélabo pour le progrès de la connaissance, 1998, p. 233-242.
No Brasil :
- « GEN – Grupo de Estudos Nietzsche », in E. Nasser, L. Rubira (éds.), Nietzsche no século XXI, Porto Alegre, Editora Zouk, 2017, p. 11-16.
- « Assim falava Zaratustra. Um livro para todos e ninguém », in GEN (éd.), Dicionário Nietzsche, São Paulo, Loyola, 2016.
- « Friedrich Nietzsche: a celebração da vida », in M. V. dos Santos (éd.), Os Pensadores, Santos, Realejo Livros, 2016, p. 262-279.
- « Ascensão e declínio dos profissionais da filosofia. Do trabalho de reflexão à visibilidade mediática », in A. Culleton, L. Streck, R. Reis (éds.), Festschrift. Um tributo a Ernildo Stein, São Leopoldo, Ed. Unisinos, 2015, p. 9-21.
- « Nietzsche e o problema da linguagem: a crítica enquanto criação », in M. Lima, A. Itaparica, Verdade e Linguagem em Nietzsche, Salvador, Edufba, 2014, p. 15-41.
- « Nietzsche e a cena acadêmica brasileira: exame e avaliação de um trabalho intelectual », in V. Azeredo, I. Silva Jr (éds.), Nietzsche e a interpretação, São Paulo, Humanitas, 2012, p. 15-34.
- « Da biologia à física: vontade de potência e eterno retorno do mesmo. Nietzsche e as ciências da natureza », in M. A. Barrenechea, C. Feitosa, P. Pinheiro, R. Suarez, Nietzsche e as ciências, Rio de Janeiro, Viveiros de Castro Editora Ltda, 2011, p. 114-128.
- « Nietzsche, reflexão filosófica e vivência », in R. Dias, S. Vanderlei, T. Barros (éds.), Leituras de Zaratustra, Rio de Janeiro, Mauad X/ Faperj, 2011, p. 273-283.
- « Novas liras para novas canções: Reflexões sobre a linguagem em Nietzsche », in A. Pommer, P. D. Fraga, P. R. Schneider (éds.), Filosofia e Crítica, Ijuí, Editora Unijuí, 2007, p. 477-496.
- « Ideias em cena: Filosofia e Arte », in V. Azeredo (éd.), Encontros Nietzsche, Ijuí, Editora UNIJUÍ, 2003, p.21-30.
- « Assim silenciou Nietzsche », in C. Feitosa, M. C. Casanova, M. A. Barrenechea, R. Dias (éds.), Assim falou Nietzsche III, Rio de Janeiro, 7Letras, 2001, p.166-180.
- « Deleuze e sua sombra », in E. Alliez (éd.), Gilles Deleuze: uma vida filosófica, São Paulo, Editora 34, 2000, p. 235-243.
- « Só acreditaria num deus que soubesse dançar », in C. Feitosa, M. A. Barrenechea (éds.), Assim falou Nietzsche II, Rio de Janeiro, Relume Dumará, 2000, p. 143-154.
- « A terceira margem da interpretação », in A doutrina da vontade de poder em Nietzsche de Wolfgang Müller-Lauter, São Paulo, Annablume, 1997, p. 7-48.
- « Pascal: a busca do ponto fixo e a prática da anatomia moral », in L. A. De Boni (éd.), Finitude e Transcendência, Petrópolis/ Porto Alegre, Vozes/ Editora da PUC-RS, 1996, p. 713-726.
- « Nietzsche e Hegel, leitores de Heráclito ou a propósito de uma fala de Zaratustra: Da superação de si », in E. Stein, L. A. De Boni (éds.), Dialética e Liberdade, Petrópolis/ Porto Alegre, Vozes/ Editora da URGS, 1993, p. 522-538.
- « O eterno retorno do mesmo: tese cosmológica ou imperativo ético? », in A. Novaes (éd.), Ética, São Paulo, Companhia das Letras, 1992, p. 205-223.
- « Nietzsche: consciência e inconsciente », in F. Knobloch (éd.), O Inconsciente - várias leituras, São Paulo, Escuta, 1991, p.27-41.
- « Foucault leitor de Nietzsche », in R. J. Ribeiro (éd.), Recordar Foucault, São Paulo, Brasiliense, 1985, p. 36-46.

## Artigos publicados em revistas científicas
Na Europa e no continente americano:
1. « Para leer a Nietzsche como nietzschiano». In: Estúdios Nietzsche 18 (2018), p. 63-70.
2. « ‘Majestätische sittliche Gebäude’. La critique de Nietzsche à la doctrine morale kantienne ». In: Nietzsche-Studien 45 (2016), p. 33-55.
3. « El eterno retorno de lo mismo, 'el pensamiento fundamental de Zaratustra' ». In : Estudios Nietzsche 16 (2016), p. 129-150.
4. « International Nietzsche Research Group in Brazil: GEN-Nietzsche Studies Group ». In : Journal of Nietzsche Studies 47 (2016), p. 479-487.
5. « Todo venir-a-ser quiere hablar contigo: Nietzsche, una nueva concepción del mundo y la crítica radical de los valores ». In : Instantes y Azares XIV – 14 (2014), p. 13-34.
6. « L'edizione Colli-Montinari e gli studi nietzschiani in Brasile ». In: Il Ponte LXIX, 8-9 (2013), p. 107-118.
7. “Distancia y combate: la (in)actualidad de Nietzsche ». In: Estudios Nietzsche 12 (2012), p. 133-145.
8. « Le problème du langage chez Nietzsche. La critique en tant que création ». In: Revue de Métaphysique et de Morale 2 (2012), p. 225-246.
9. « Nietzsche, Kant et la métaphysique dogmatique ». In: Nietzsche-Studien 40 (2011), p. 106-129.
10. « Nietzsche/ Zaratustra: La subversión de la autobiografía ». In: Estúdios de Filosofía 27 (febrero de 2003), p. 25-40.
11. « Actualidad y recepción de la filosofía de Nietzsche en Brasil ». In: Universitas Philosophica, 38 (2003).
12. « Nietzsche: la obra hecha y la obra todavía por hacer ». In: Estudios Nietzsche, 2 (2002), p. 181-203.
13. « Nietzsche, discípulo del filósofo Dionysos ». In: Instantes y Azares, ano I, n.1 (2001), p. 73-84.
14. « Apuntes para una ética del medio ambiente. Friedrich Nietzsche y su concepción del hombre y del mundo ». In: Yachay, ano 18, n.32/33 (2001), p. 265-275.
15. « Nietzsche in Brasilien ». In: Nietzsche-Studien 29 (2000), p. 369-376.
16. « Nietzsche y Hegel, lectores de Heráclito ». In: Ideas y Valores n.114 (2000), p. 35-50.
17. « Man and world: Friedrich Nietzsche and the Philosophical Presuppositions of Environmental Ethics ». In: Applied Ethics/ Angewandte Ethik 2 (1998), Österreichische Ludwig Wittgenstein Gesellschaft, p. 51-55.
18. « L’éternel retour du même: thèse cosmologique ou impératif éthique ? ». In: Nietzsche-Studien 25 (1996), p. 42-63.
No Brasil:
19. « Zaratustra: do fracasso pedagógico ao aprendizado por vivência ». In: Enunciação 4/ 1 (2019), p. 1-12.
20. « O eterno retorno do mesmo, 'a concepção básica de Zaratustra' ». In: Cadernos Nietzsche 37 (Setembro de 2016), p. 11-46.
21. « GEN - uma experiência de formação ». In: Cadernos Nietzsche 30 (Maio de 2012), p. 303-320.
22. « Nietzsche e a crítica da democracia ». In: Dissertatio 27 (2011), p. 17-33.
23. « Como ler Nietzsche? Sobre a interpretação de Patrick Wotling ». In: Cadernos Nietzsche 26 (Maio de 2010), p. 35-52.
24. « Da realidade ao sonho: Nietzsche e as imagens da mulher ». In: Estudos Nietzsche 1 (2010), p. 161-179.
25. « Do dilaceramento do sujeito à plenitude dionisíaca ». In: Cadernos Nietzsche 25 (Setembro de 2009), p. 53-82.
26. « Em busca do discípulo tão amado. Uma análise conceitual do prólogo de Assim falava Zaratustra ». In: Impulso 47 (2009), p. 39-52.
27. « Sobre Sartre ». In: O que nos faz pensar 21 (2008), p. 5-19.
28. « Buscando o critério de avaliação das avaliações ». In: Cadernos IHU 3 (2007), p. 3-10.
29. « Novas liras para novas canções: reflexões sobre a linguagem em Nietzsche ». In: Ide 30 (2007), p. 32-39.
30. « A filosofia de Nietzsche: um pragmatismo avant la lettre ». In: Cognitio 7 (2006), p. 115-120.
31. « Entre o relativo e o transcendente: pluralidade de interpretações e ausência de critérios ». In: Dissertatio 19-20 (2004), p. 343-365.
32. « Uma questão de vida ou morte: A filosofia de Nietzsche e o problema da eutanásia ». In: Hypnos 9 (2002), p. 120-134.
33. « Lobo, cordeiros e aves de rapina. Um diagnóstico de nossos valores morais ». In: Filosofia, ano XIII, 12 (2001), p. 13-22.
34. « Em busca do discípulo tão amado. Uma análise conceitual do prólogo de Assim falava Zaratustra ». In: Impulso, v.12, 28 (2001), p. 21-32.
35. « Demasiado humano ». In: O Estado de São Paulo, Caderno 2, 20 de agosto de 2000, p. 1.
36. « Deus está morto! ». In: Jornal do Brasil, Ideias, 19 de agosto de 2000, p. 3.
37. « Um século depois, ainda um extemporâneo ». In: Folha de S.Paulo, Caderno Mais, 6 de agosto de 2000, p. 16-17.
38. « Silêncio, solidão ». In: Cadernos Nietzsche 9 (Setembro de 2000), p. 79-105.
39. « Nietzsche e Descartes: filosofias de epitáfio ». In: O que nos faz pensar 14 (2000), p. 7-23.
40. « Nietzsche, reflexão filosófica e vivência ». In: Tempo Brasileiro, 143 (2000), p. 41-54.
41. « A morte de Deus e a transvaloração dos valores ». In: Hypnos 5 (1999), p. 133-143.
42. « Décadence, um diagnóstico sem terapêutica. Sobre a interpretação de Wolfgang Müller-Lauter ». In: Cadernos Nietzsche 6 (Maio de 1999), p. 3-9.
43. « Nietzsche, o anti-asno par excellence. Sobre uma interpretação de Jörg Salaquarda ». In: discurso 28 (1997), p. 159-165.
44. « Nietzsche e a celebração da vida. A interpretação de Jörg Salaquarda ». In: Cadernos Nietzsche 2 (Maio de 1997), p. 7-15.
45. « A necessidade de aniquilar e criar ». In: Folha de S.Paulo, Caderno Mais, 9 de outubro de 1994, p. 7-8.
46. « Provocações de Nietzsche ». In: Folha de S.Paulo, Caderno Mais, 9 de outubro de 1994, p. 7.
47. « Por uma filosofia dionisíaca ». In: Kriterion 89 (1994), p. 9-20.
48. « Pascal: a busca do ponto fixo e a prática da anatomia moral ». In: discurso 24 (1994), p. 159-172.
49. « Um extemporâneo entre nós ». In: discurso 22 (1993), p. 11-12.
50. « Nietzsche e Hegel, leitores de Heráclito - a propósito de uma sentença de Zaratustra: Da superação de si ». In: discurso 21 (1993), p. 35-58.
51. « O médico da civilização ». In: Folha de S.Paulo, Caderno Mais, 13 de setembro de 1992, p. 6.
52. « Nietzsche e a Revolução Francesa ». In: discurso 18 (1991), p. 85-96.
53. « Nietzsche: a força das idéias de um fino estilista ». In: Jornal da Tarde, Caderno de Sábado, 29 de agosto de 1987, p. 6.
54. « Linguagem e Consciência na obra de Nietzsche ». In: Epistemologia das Ciências Sociais, série Cadernos PUC 19 (1984), p. 125-135.
55. « Bons sentimentos, venenos da alma - reflexões sobre a idéia de ressentimento na ótica de Nietzsche ». In: Folha de S.Paulo, Folhetim n.336 (26 de março de 1983), p. 4-5.
56. « Por uma genealogia da verdade ». In: discurso 9 (1979), p. 63-80.

## Edições de obras, revistas e livros coletivos
Cadernos Nietzsche, Revue du GEN - Groupe d’Études Nietzschéennes, du numéro 1 (Septembre 1996) au numéro 25 (Mai 2009).
Discurso, Revue du Département de Philosophie de l’Université de São Paulo, du numéro 18 (1990) au numéro 23 (1994).
Nietzsche em chave hispânica, São Paulo, Edições Loyola, 2015, 307 p.
Nietzsche, um "francês" entre franceses, São Paulo, Barcarolla, 2009, 194 p.
Nietzsche pensador mediterrâneo. A recepção italiana, São Paulo, Discurso Editorial, 2007, 304 p.
Nietzsche abaixo do Equador. A recepção na América do Sul, São Paulo, Discurso Editorial, 2006, 139 p.
Nietzsche na Alemanha, São Paulo, Discurso Editorial, 2005, 266 p.
O pensamento vivo de Nietzsche, São Paulo, Martin Claret Editores, 1985, 112 p.
Nietzsche hoje? Colóquio de Cerisy, São Paulo, Brasiliense, 1985, 201 p.

## Traduções (do inglês, francês e alemão)
1. Hayman, Ronald. Nietzsche e suas vozes, São Paulo, Editora UNESP, 2000 (Coleção Grandes Filósofos). Traduzido do inglês.
2. Müller-Lauter, Wolfgang, « Décadence fisiológica enquanto décadence artística ». In: Cadernos Nietzsche 6 (maio 1999), p. 11-30. Traduzido do alemão.
3. Salaquarda, Jörg, « A concepção básica de Zaratustra ». In: Cadernos Nietzsche 2 (mai 1997), p. 17-39. Traduzido do alemão.
4. Helvetius, C. A., Do espírito, Livro I, São Paulo, Abril Cultural, 1973. Traduzido do francês.
5. Granger, Gilles-Gaston, Filosofia do estilo, São Paulo, Perspectiva, 1972. Traduzido do francês.